# Glossogobius circumspectus
Glossogobius circumspectus là một loài cá nước lợ thuộc chi Glossogobius trong họ Cá bống trắng. Loài này được mô tả lần đầu tiên vào năm 1883.

## Từ nguyên
Tính từ định danh circumspectus trong tiếng Latinh có nghĩa là "thận trọng, kỹ lưỡng", nhưng không có bằng chứng đề cập đến hàm ý của tên gọi.

## Phân bố và môi trường sống
G. circumspectus được ghi nhận từ tỉnh Kagoshima (Nam Nhật Bản) và đảo Đài Loan trải dài về phía nam đến bờ bắc Úc (), băng qua khu vực Đông Nam Á ở Tây Thái Bình Dương, phía đông đến đảo New Guinea và quần đảo Solomon. Ở Việt Nam, G. circumspectus được ghi nhận tại lưu vực sông Mê Kông và khu vực vịnh Nha Trang–vịnh Vân Phong.
G. circumspectus được tìm thấy trên nền bùn, cát, sỏi ở vùng hạ lưu của các dòng nước ngọt, cách đất liền không quá 10 km, nhưng gần như luôn thấy ở vùng cửa sông và rừng ngập mặn. G. circumspectus là loài duy nhất trong chi sống trong rừng ngập mặn, trong khi các loài Glossogobius còn lại đều sống ở vùng nước ngọt.

## Mô tả
Chiều dài tổng lớn nhất được ghi nhận ở G. circumspectus là 35 cm.